# Krajský přebor – Karlovy Vary 1952
Krajský přebor – Karlovy Vary 1952 byla jednou z 20 skupin 2. nejvyšší fotbalové soutěže v Československu. V soutěži se utkalo 12 týmů každý s každým dvoukolovým systémem jaro-podzim. 

## Konečná tabulka
| Poř. | Tým                      | Z  | V  | R | P  | VG  | OG  | B  |
| ---- | ------------------------ | -- | -- | - | -- | --- | --- | -- |
| 1.   | Slavia Karlovy Vary      | 22 | 18 | 2 | 2  | 83  | 26  | 38 |
| 2.   | RH Cheb                  | 22 | 16 | 0 | 6  | 112 | 38  | 32 |
| 3.   | Důl Barbora Abertamy     | 22 | 15 | 1 | 6  | 63  | 44  | 31 |
| 4.   | ZTS Sokol HDB Sokolov    | 22 | 14 | 1 | 7  | 78  | 39  | 29 |
| 5.   | NČV Nejdek               | 22 | 13 | 3 | 6  | 73  | 39  | 29 |
| 6.   | SKP Mariánské Lázně      | 22 | 12 | 3 | 7  | 54  | 50  | 27 |
| 7.   | Likos Chodov             | 22 | 10 | 2 | 10 | 46  | 48  | 22 |
| 8.   | ESKA Cheb                | 22 | 6  | 4 | 12 | 39  | 67  | 16 |
| 9.   | Amati Kraslice           | 22 | 6  | 1 | 15 | 52  | 75  | 13 |
| 10.  | Libava Kynšperk nad Ohří | 22 | 5  | 2 | 15 | 35  | 80  | 12 |
| 11.  | Rako Podbořany           | 22 | 5  | 1 | 16 | 32  | 100 | 11 |
| 12.  | Letovisko Perštejn       | 22 | 2  | 0 | 20 | 26  | 87  | 4  |

Poznámky:
- Z = Odehrané zápasy; V = Vítězství; R = Remízy; P = Prohry; VG = Vstřelené góly; OG = Obdržené góly; B = Body;